# ファービー
ファービー（英語表記：Furby）とは、アメリカのTiger Electronics社が1998年に発売したおもちゃ（電子ペット、ペットロボット）。日本ではトミーから1999年5月29日より発売された。
2005年10月には、当時の最新機能を盛り込んで進化したファービー2が発売。
2012年10月にはタカラトミーより2012年版が発売された。
2016年にアメリカでファービーコネクトが発売されたが、日本では未発売。
2024年7月にはハズブロジャパンより2023年版が日本で発売された。

## 概要
発売当時は販売開始後5ヶ月間で200万個販売など、爆発的に流行した。そのため、当時は多数の類似品が出回った。声優は、アメリカの男性声優であるトニー・ポープが英語版、日本語版共に務めた。2000年には、一回り小さいサイズのファービーベイビーが発売。日本語版ファービーベイビーの声優は女性声優の川田妙子が務めた。
発売後、映画「グレムリン」に登場する生物「モグワイ（ギズモ）」を模しているのではないかと、監督のジョー・ダンテ本人とプロデューサーのマイケル・フィネルから配給のワーナー・ブラザースに指摘が入った。しかし訴訟は行われず、1999年に正式にギズモをモデルとした特別なファービー「インタラクティブ ギズモ」が世界で約25万個限定販売された。この他、ファービーの機構を流用したワーナー・ブラザースとのコラボ商品「インタラクティブ E.T. 」「インタラクティブ ヨーダ」が発売された。
またマクドナルドによって、2001年9月ごろに「ハッピーセット」のおまけのおもちゃとして、ファービーを模ったおもちゃ（ペットロボットとしての機能はない）が発売された。
1999年12月24日にゲームボーイ・ゲームボーイカラー共通ソフトのリズムゲーム「ダンシングファービー」がトミーより発売。
1999年に「ポーピィ」という名前でファービーの類似品を製造・販売した山形県の企業が、Tiger Electronics社の著作権を侵害したとして刑事事件で起訴されたが、2002年にファービーのデザイン形態に著作物性は認められないとして無罪が言い渡された（ファービー人形事件）。
2021年のSFアニメ映画「ミッチェル家とマシンの反乱」に架空のAIチップ「palチップ」を搭載したAI玩具として登場する。また、この映画では、複数の実物大のファービーに加え、超大型の「ジャイアント・ファービー」が登場する。

## 特徴
- 頭や腹、背中などに5種類のセンサーが内蔵されている。
- 耳、まぶた、口、体が動く。
- 相手をすることで成長し、ファービー語や日本語など約800の言葉を話し、歌ったり踊ったりする。
- ファービー同士で会話する。

## その他
- 大きさ：
- 色：白（ホワイトラビット）、黒（クロネコ）、黒×白（スカンク）、グレー×青（ワイルドウルフ）、グレー×白（ウルフ）、グレー×ピンク（ピンクマウス）、動物柄など（多数の限定色も発売された）。
- 電源：単3乾電池4本
- 価格：3,980円（発売当時）

## ファービー2
ファービー2（日本語版）では、以下の機能が追加・強化された。

### 特徴
- 音声認識
  - 音声認識センサーを有し、「疑似会話」をすることが可能。
- 可動個所
  - 可動個所が4つから7つに増加し、表現豊かになった。
- OFFスイッチ
  - 電源スイッチを装備し、電源を切る事が可能になった。

### 仕様
- 大きさ：W275×H265×D128
- 色：グレー×ピンク、ベージュ×ピンク、白×白、黒×白、レンガ×ベージュ、金×ホワイトマルチ、灰×青、ピンク×白
- 電源：単3乾電池4本
- 価格：4,179円

## ファービー（2012年版）

### 特徴
- 性格があり、優しく扱えばいい性格に、乱暴に扱えば悪い性格になる。その他にも性格がある。
- 目に液晶パネルを使用し、アニメーションでの表情の違いが楽しめる。
- スマートフォンやiPadなどのアプリで通信でき、音楽を聞いて踊ったりする。
- それぞれで毛の質感が異なる。

### 仕様
- 色：ソーダブルー、ブルーベリーブルー、キウィグリーン、ビタミンイエロー、アップルレッド、キャンディピンク、フレッシュグレープ、プラムマーブル、マシュマロホワイト、ビターブラック
- 電源：単3乾電池4本
- 価格：7,140円（発売当時）

### イメージキャラクター
- ももいろクローバーZをイメージキャラクターに起用。CMにも出演。イメージソング「Wee-Tee-Wee-Tee」も作られ、曲中にファービッシュ（ファービー語）で歌われる箇所があり、Wee-Teeは「歌う」という意味[5]。よってタイトルのWee-Tee-Wee-Teeは「歌おう!」という意味合いである[6]。

## ファービーコネクト

### 特徴
- 2016年にアメリカで発売。
- 日本では未発売。
- 頭部に突起のスイッチが付いており、7色にライトアップ。
- 話す言葉がさらに増え、動作もより生き物らしくなっている。
- 液晶パネルの目がカラーになった。
- アイマスクが付属しており、アイマスクを本体につけると約10秒で寝かせることができる。
- 2012年版と同様、コネクト専用のアプリ（日本未発売）で通信できる。

### 仕様
- 色：青、水色、ピンク、紫、オレンジ
- 電源：単3乾電池4本

## ファービー（2023年版）

### 特徴
- ファービー誕生から25周年を迎え、2023年にアメリカで発売。
- 日本では12年ぶりの発売となる。
- 「ねぇファービー」と声をかけると、「ダンスしよう」、「ライトショー」、「占って」、「まねっこして」、「リラックスしよう」の5つのフレーズに反応する。
- 額のハートを3回押すと電源OFFになる。
- ビーズクリップなどのアクセサリーも付属し、自分だけのオリジナルファービーにアレンジすることも可能。

### 仕様
- 色：パープル、コーラル、タイダイ
- 電源：単3乾電池4本
- 価格：9,900円（発売当時）